# Champions for Life 2013
El Champions for Life 2013 fue la  I edición  del partido solidario organizado por la UNICEF y la Fundación LaLiga. La recaudación durante el partido irá destinada por parte de la UNICEF Comité Español a los niños que sufrieron los efectos del tifón Haiyan en Filipinas y por parte de la Liga de Fútbol Profesional a fines sociales a través de su Fundación. El partido fue disputado por las selecciones Este y Oeste, formadas por jugadores de la Liga BBVA y la Liga Adelante.
Para dotarlo de un mayor atractivo y con la finalidad de dar mayor cabida y participación a todos los seleccionados, el partido se estructuró en tres tiempos de 30 minutos en lugar de los dos de 45 habituales.

## Selecciones
Los jugadores de los equipos fueron distribuidos en las selecciones Este y Oeste, en función de la siguiente clasificación:

### Selección Este
- Athletic Club
- Atlético de Madrid
- Real Betis
- R. C. Celta de Vigo
- Getafe C. F.
- Rayo Vallecano
- Real Madrid C. F.
- Real Sociedad
- Sevilla F. C.
- Real Valladolid C. F.
- Deportivo Alavés
- A. D. Alcorcón
- S. D. Eibar
- R. C. Recreativo de Huelva
- R. C. Deportivo de La Coruña
- C. D. Lugo
- Real Madrid Castilla C. F.
- C. D. Mirandés
- C. D. Numancia
- S. D. Ponferradina
- Sporting de Gijón

### Selección Oeste
- F. C. Barcelona
- Córdoba C. F.
- Girona F. C.
- Hércules C. F.
- Real Jaén C. F.
- U. D. Las Palmas
- R. C. D. Mallorca
- Real Murcia C. F.
- C. E. Sabadell
- C. D. Tenerife
- Real Zaragoza
- U. D. Almería
- F. C. Barcelona B
- Elche C. F.
- R. C. D. Español
- Granada C. F.
- Levante U. D.
- Málaga C. F.
- C. A. Osasuna
- Valencia C. F.
- Villarreal C. F.

## Partido
| 30 de diciembre de 2013 | Este                                                                                  | 6 – 8   | Oeste | Santiago Bernabéu, Madrid,          |                                     |
| 19:00                   | - Álex López 11' - Quini 21' - Yuri 37' - Cedrik 65' - Pablo Sarabia 66' - Morata 68' | Reporte | - 18' Pizzi Fernandes - 25' Hélder Postiga - 35' Tomás Pina - 48' Yacine Brahimi - 58' Ayoze Pérez - 79' Nauzet Alemán - 81' Jonathan Sundy - 89' Nauzet Alemán | Árbitro(s): Carlos Velasco Carballo | Árbitro(s): Carlos Velasco Carballo |

| Selección Oeste D.T.: Paco Jémez                                                                                  | Selección Este D.T.: Javier Aguirre |
| --- | --- |
| Primera parte | |
| Iñaki Goitia Manu Iñigo Martínez Sergio Ramos Manuel Pablo Álex López Gabi Carlos Vela Rakitić Álvaro Antón Quini | Leo Franco Adriano Correia Moisés Hurtado Héctor Moreno Álex Martínez Fernando Tissone Pape Diop Suso Pizzi Fernandes Jonathan Pereira Hélder Postiga |
| Segunda parte | |
| Jesús Canella Juanma Marrero Babin Iraola Víctor Pérez Trashorras Jairo Leo Baptistao Pedro León Yuri             | Andrés Fernández Nyom Ricardo Costa Carles Planas Antonio López Ayoze Pérez Antonio Hidalgo Tomás Pina Yacine Brahimi Ángel Lafita Samuel Castillejo  |
| Tercera parte | |
| Dani Jiménez Yuri Berchiche Peña Juanfran Hugo Mallo Beñat Mascarell Cedrik Sarabia Lass Morata                   | Keylor Navas Eduardo Albacar Bernardo Cruz Lolo Kitoko Javi Hervás Rivera Pabón Jonathan Viera Nauzet Alemán Zongo                                    |